# 坎普博姆
坎普博姆是巴西南大河州的一个市镇。总面积61.406平方公里，总人口56585人，人口密度921.5人/平方公里。